# Skate nos Jogos Olímpicos de Verão de 2020 - Street masculino
A competição do street masculino do skate nos Jogos Olímpicos de Verão de 2020 foi realizada em 25 de julho de 2021, no Parque Urbano de Esportes de Ariake, em Tóquio. Um total de 20 skatistas de 12 Comitês Olímpicos Nacionais (CON) participaram do evento.

## Qualificação
Um total de 20 vagas estavam disponíveis para o street masculino, sendo atribuídas aos 16 melhores skatistas do ranking mundial, três pelo Campeonato Mundial e uma para o país anfitrião, Japão. Como o Japão obteve as vagas por outras vias, essa foi realocada para a África do Sul considerando a representatividade continental.

## Formato
Todos os 20 skatistas realizaram duas corridas de 45 segundos e, em seguida, cinco rodadas de manobras simples. Apenas as quatro melhores pontuações das sete rodadas para cada skatista contaram para a pontuação final. Os oito melhores skatistas se classificaram para as finais, onde as pontuações foram zeradas e seguiram o mesmo formato de duas corridas de 45 segundos e cinco de manobras simples para definir os medalhistas.

## Calendário
Horário local (UTC+9)
| Dia                 | Horário | Fase         |
| ------------------- | ------- | ------------ |
| 25 de julho de 2021 | 8:30    | Preliminares |
| 25 de julho de 2021 | 12:25   | Final        |

## Medalhistas
| Ouro   | JPN Yuto Horigome  |
| Prata  | BRA Kelvin Hoefler |
| Bronze | USA Jagger Eaton   |

## Resultados

### Preliminares
Os oito participantes com as melhores pontuações avançam a final.
| Pos. | Bateria | Skatista            | CON                | Corrida | Corrida | Manobra | Manobra | Manobra | Manobra | Manobra | Total | Notas |
| Pos. | Bateria | Skatista            | CON                | 1       | 2       | 1       | 2       | 3       | 4       | 5       | Total | Notas |
| ---- | ------- | ------------------- | ------------------ | ------- | ------- | ------- | ------- | ------- | ------- | ------- | ----- | ----- |
| 1    | 3       | Aurélien Giraud     | FRA França         | 9.00    | 8.85    | 8.63    | 0.00    | 8.94    | 9.09    | 0.00    | 35.88 | Q     |
| 2    | 1       | Jagger Eaton        | USA Estados Unidos | 8.58    | 8.52    | 0.00    | 7.95    | 8.63    | 0.00    | 9.34    | 35.07 | Q     |
| 3    | 3       | Nyjah Huston        | USA Estados Unidos | 7.52    | 8.12    | 0.00    | 0.00    | 8.66    | 9.13    | 8.96    | 34.87 | Q     |
| 4    | 2       | Kelvin Hoefler      | BRA Brasil         | 7.43    | 8.15    | 8.81    | 0.00    | 0.00    | 9.23    | 8.50    | 34.69 | Q     |
| 5    | 1       | Vincent Milou       | FRA França         | 7.15    | 8.25    | 9.11    | 8.27    | 8.74    | 0.00    | 0.00    | 34.36 | Q     |
| 6    | 2       | Yuto Horigome       | JPN Japão          | 8.41    | 7.58    | 8.76    | 9.00    | 5.55    | 0.00    | 0.00    | 33.75 | Q     |
| 7    | 4       | Angelo Caro         | PER Peru           | 1.01    | 6.96    | 0.00    | 8.99    | 8.60    | 8.38    | 0.00    | 32.93 | Q     |
| 8    | 4       | Gustavo Ribeiro     | POR Portugal       | 7.39    | 7.50    | 8.45    | 8.19    | 0.00    | 8.52    | 0.00    | 32.66 | Q     |
| 9    | 2       | Sora Shirai         | JPN Japão          | 7.99    | 6.72    | 7.54    | 7.42    | 8.57    | 0.00    | 0.00    | 31.52 |       |
| 10   | 1       | Micky Papa          | CAN Canadá         | 6.66    | 5.50    | 9.01    | 0.00    | 0.00    | 0.00    | 9.22    | 30.39 |       |
| 11   | 2       | Jake Ilardi         | USA Estados Unidos | 6.85    | 6.75    | 8.02    | 0.00    | 0.00    | 7.41    | 0.00    | 29.03 |       |
| 12   | 4       | Giovanni Vianna     | BRA Brasil         | 7.22    | 7.10    | 0.00    | 7.57    | 0.00    | 6.26    | 0.00    | 28.15 |       |
| 13   | 4       | Axel Cruysberghs    | BEL Bélgica        | 6.52    | 7.00    | 0.00    | 5.15    | 0.00    | 0.00    | 6.14    | 24.81 |       |
| 14   | 1       | Felipe Gustavo      | BRA Brasil         | 8.49    | 7.24    | 0.00    | 0.00    | 0.00    | 0.00    | 9.02    | 24.75 |       |
| 15   | 1       | Jhancarlos González | COL Colômbia       | 4.92    | 5.22    | 7.43    | 6.00    | 0.00    | 0.00    | 0.00    | 23.57 |       |
| 16   | 2       | Shane O'Neill       | AUS Austrália      | 4.66    | 6.23    | 8.63    | 0.00    | 0.00    | 0.00    | 0.00    | 19.52 |       |
| 17   | 4       | Yukito Aoki         | JPN Japão          | 5.32    | 5.69    | 7.59    | 0.00    | 0.00    | 0.00    | 0.00    | 18.60 |       |
| 18   | 3       | Brandon Valjalo     | RSA África do Sul  | 3.18    | 1.24    | 0.00    | 5.42    | 6.57    | 0.00    | 0.00    | 16.41 |       |
| 19   | 3       | Manny Santiago      | PUR Porto Rico     | 2.21    | 3.24    | 0.00    | 0.00    | 0.00    | 0.00    | 0.00    | 5.45  |       |
| 20   | 3       | Matt Berger         | CAN Canadá         | 2.01    | 2.01    | 0.00    | 0.00    | 0.00    | 0.00    | 0.00    | 4.02  |       |

### Final
Os três competidores com as melhores pontuações garantiram as medalhas
| Pos. | Skatista        | CON                | Corrida | Corrida | Manobra | Manobra | Manobra | Manobra | Manobra | Total |
| Pos. | Skatista        | CON                | 1       | 2       | 1       | 2       | 3       | 4       | 5       | Total |
| ---- | --------------- | ------------------ | ------- | ------- | ------- | ------- | ------- | ------- | ------- | ----- |
| 01 ! | Yuto Horigome   | JPN Japão          | 8.02    | 6.77    | 9.03    | 0.00    | 9.35    | 9.50    | 9.30    | 37.18 |
| 02 ! | Kelvin Hoefler  | BRA Brasil         | 8.98    | 8.84    | 8.99    | 0.00    | 0.00    | 7.58    | 9.34    | 36.15 |
| 03 ! | Jagger Eaton    | USA Estados Unidos | 8.20    | 9.05    | 0.00    | 8.70    | 9.40    | 0.00    | 0.00    | 35.35 |
| 4    | Vincent Milou   | FRA França         | 7.87    | 5.54    | 9.23    | 0.00    | 8.34    | 0.00    | 8.70    | 34.14 |
| 5    | Angelo Caro     | PER Peru           | 7.01    | 6.89    | 9.00    | 0.00    | 0.00    | 8.65    | 8.21    | 32.87 |
| 6    | Aurélien Giraud | FRA França         | 4.21    | 7.20    | 8.68    | 0.00    | 9.00    | 0.00    | 0.00    | 29.09 |
| 7    | Nyjah Huston    | USA Estados Unidos | 7.90    | 9.11    | 9.09    | 0.00    | 0.00    | 0.00    | 0.00    | 26.10 |
| 8    | Gustavo Ribeiro | POR Portugal       | 7.23    | 5.82    | 0.00    | 0.00    | 0.00    | 0.00    | 2.00    | 15.05 |